# とべ温泉
とべ温泉（とべおんせん）は、愛媛県伊予郡砥部町にある温泉。

## 泉質
- ナトリウム-炭酸水素塩・塩化物泉
  - 泉温 - 29℃[1]
  - 湧出量 - 300l/m（動力揚湯）[1]

## 温泉地
松山市から南に約12kmに位置する。掘削深度は803メートル。
1993年（平成5年）に超音波風呂や気泡風呂、サウナなどを備えた日帰り温泉施設「とべ温泉 湯砥里館」がオープンした。
しかし、近隣市町の競合施設の建設やリニューアル、新型コロナウイルスの影響による利用客の減少で運営の継続が困難となり、「とべ温泉 湯砥里館」は2024年（令和6年）3月末で閉館となる。その後は、砥部町で温泉施設を運営する民間企業「プログレッソ」への3年間の無償貸与が決定している。

## 歴史
- 1991年（平成3年）4月 - 掘削[1]
- 1993年（平成5年） - 日帰り温泉施設「とべ温泉 湯砥里館」開業[2][3]

## アクセス
鉄道
- 伊予鉄道松山市駅からバスで幸田口下車。バスで30分。

自動車
- 松山自動車道松山インターチェンジから国道33号経由、車で30分。